# Svenska byggingenjörers riksförbund
Svenska byggingenjörers riksförbund (SBR Byggingenjörerna) är en ideell förening som bildades 1951. Medlemmarna, cirka 2 800  (2016), är eller har varit aktiva i bygg- och fastighetsbranschen.
Många medlemmar jobbar som projektledare, besiktningsmän och/eller KA (Kontrollansvarig enligt PBL). Många medlemmar är egenföretagare på konsultbasis.